# كلينت نيوتن
كلينت نيوتن (بالإنجليزية: Clint Newton)‏ هو لاعب دوري الرغبي أسترالي، ولد في 18 يونيو 1981 في ميرتل بيتش في الولايات المتحدة.